# Бочкарьова
Бочкарьо́ва (рос. Бочкарёва) — присілок у складі Верхотурського міського округу Свердловської області.
Населення — 94 особи (2010, 168 у 2002).
Національний склад населення станом на 2002 рік: росіяни — 97 %.